# Об'єкти авторського права
Об'єкти авторського права — опубліковані чи неопубліковані твори науки, літератури і мистецтва, які існують в об'єктивній формі (письмовій, усній, звуко- або відео-запису, зображальній, об'ємно-просторовій та в інших формах), є результатом творчої діяльності, незалежно від призначення, значущості та змісту твору, а також від способу і форми його вираження. Перелік таких об'єктів поданий в Законі України «Про авторське та суміжні права». Авторське право не поширюється на ідеї, методи, процеси, способи, концепції, принципи, відкриття або прості факти. Авторське право на твір не пов'язане з правом власності на матеріальний об'єкт, в якому виражено твір.

Об’єктами авторського права є твори у сфері літератури, мистецтва, науки, зокрема:
1. літературні твори белетристичного, публіцистичного, наукового, технічного або іншого характеру (книги, брошури, статті тощо) у письмовій, електронній (цифровій) чи іншій формі;
2. виступи, лекції, промови, проповіді та інші усні твори;
3. музичні твори з текстом і без тексту;
4. драматичні, музично-драматичні твори, пантоміми, музично-світлові шоу, циркові вистави, хореографічні та інші твори, створені для сценічного показу, та їх постановки;
5. театральні постановки, сценічні переробки творів, зазначених у пункті 1 цієї частини, і обробки нематеріальної культурної спадщини, придатні для сценічного показу;
6. аудіовізуальні твори;
7. тексти перекладів для озвучення (у тому числі дублювання), субтитрування аудіовізуальних творів іншими мовами;
8. твори образотворчого мистецтва;
9. фотографічні твори;
10. твори ужиткового мистецтва, у тому числі твори декоративного ткацтва, кераміки, різьблення, ливарства, з художнього скла, художня ковка, ювелірні вироби тощо;
11. твори архітектури, містобудування, садово-паркового мистецтва та ландшафтних утворень;
12. твори художнього дизайну;
13. похідні твори;
14. збірки творів, збірки обробок нематеріальної культурної спадщини, енциклопедії та антології, збірки звичайних даних, інші складені твори, за умови що вони є результатом творчої діяльності за добором або упорядкуванням змісту;
15. ілюстрації, карти, плани, креслення, ескізи, пластичні твори, що стосуються географії, геології, топографії, техніки, будівництва та інших сфер діяльності;
16. комп’ютерні програми;
17. бази даних (компіляції даних), якщо вони за добором або упорядкуванням їх складових частин є результатом інтелектуальної діяльності;
18. неоригінальні об’єкти, згенеровані комп’ютерною програмою.
19. інші твори.